# K-141 Kursk
Kursk (K-141) je bila ruska strateška nuklearna podmornica razreda Antej (po Natovoj klasifikaciji razred Oscar II), koja je plovila u sastavu sjeverne flote RVM.
Izgradnja ove podmornice za Rusku sjevernu flotu koštala je oko milijardu dolara. Građena je tako da može izdržati direktan pogodak torpeda. 

## Nesreća
Potonula je u nesreći 12. kolovoza 2000. u Barentsovu moru kod Murmanska (Rusija).
Prilikom vojne vježbe ispred poluotoka Kole (Ruska Federacija), podmornica Kursk je trebala izvršiti taktičko gađanje admiralskog bojnog broda Petar Veliki, koji je tom prilikom simulirao metu. Ubrzo nakon početka vojne vježbe, sonar na Petru Velikom je registrirao eksploziju koju su zabilježili i seizmografi na kopnu. Ubrzo nakon prve uslijedila je i druga eksplozija. Admirali Sjeverne flote su predugo čekali s obavještenjem ruskog predsjednika Vladimira Putina, što bi im dalo veće ovlasti za spašavanje mornara s potonule podmornice. 
Mornare su pokušali spasiti mini podmornicom, ali bezuspješno zbog jakih podvodnih struja. Naposljetku su u pomoć pozvali spasilačke timove iz Velike Britanije i Norveške, ali iskusni ronioci su ustvrdili kako je cijela podmornica Kursk poplavljena te da je sva posada, svih 118 mornara, poginulo. 
Kasnije je istraga navodno utvrdila da je do eksplozije došlo zbog neispravnog torpeda koji je tehničarima pao s dizalice dok su podmornicu pripremali u luci Zapadnayalitsa, gdje je podmornica bila usidrena prije nego što je otišla na vojne vježbe.